# Bacchus

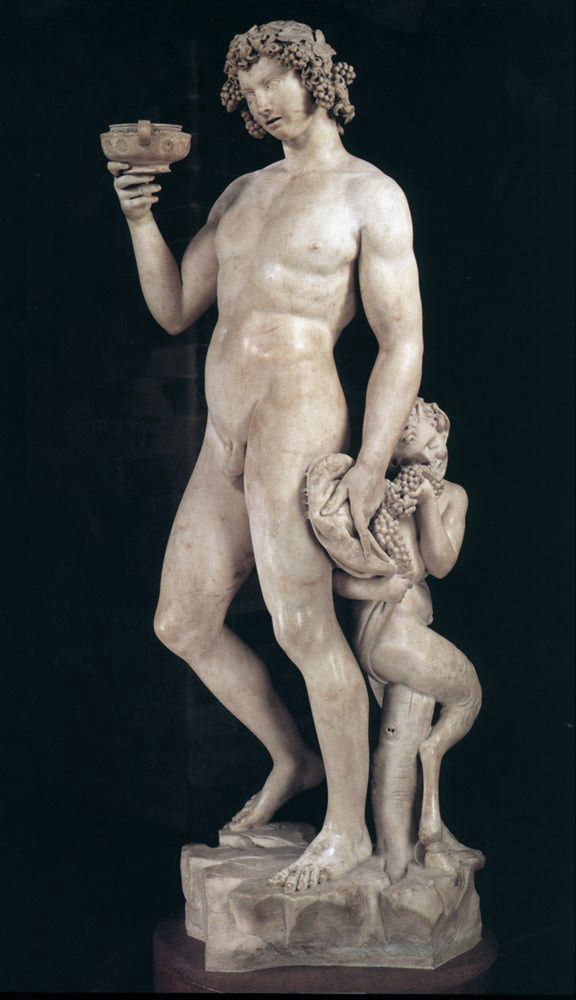
Tượng Bacchus say của Michelangelo

Bacchus là biến thể Latin của Bakchos (tiếng Hy Lạp Βάκχος), một tên phụ của Dionysus, vị thần của rượu và say sưa trong thần thoại Hy Lạp. Người La Mã cổ đại gọi Bacchus như tên gọi của Liber Pater (Cha Liber), theo thần thoại của Ý là vị thần của rượu vang và khả năng sinh sản mạnh.